# Diecezja Jaén
Diecezja Jaén (łac. Dioecesis Giennensis) – diecezja Kościoła rzymskokatolickiego w Hiszpanii. Należy do metropolii Grenady.

## Dekanaty diecezji
Parafie diecezji Jaén zorganizowane są w 15 następujących archiprezbiteratach:
1. archiprezbiterat Alcalá la Real,
2. archiprezbiterat Andújar,
3. archiprezbiterat Arjona,
4. archiprezbiterat Baeza,
5. archiprezbiterat Bailén-Mengíbar,
6. archiprezbiterat Cazorla,
7. archiprezbiterat Condado - Las Villas,
8. archiprezbiterat Jaén - Nostra Senhora del Valle,
9. archiprezbiterat Jaén - Virgen de la Capilla,
10. archiprezbiterat La Carolina,
11. archiprezbiterat Linares,
12. archiprezbiterat Mágina,
13. archiprezbiterat Martos - Torredonjimeno,
14. archiprezbiterat Sierra de Segura,
15. archiprezbiterat Úbeda.